# Prosome (génétique)
Pour l'avant du corps des insectes et des arachnides, voir Prosome (anatomie des arthropodes).
Les prosomes sont des facteurs agissant « in trans » au niveau de l'ADN, des ARN pré-messagers et messagers, et des protéines. Les prosomes (aussi protéasomes 20S), sont des particules protéiques renfermant des activités de RNase aussi bien que protéasiques. On en a trouvé chez les archaebacteria aussi bien que chez l'homme. Elles semblent agir comme facteurs « in trans » sur l'expression des gènes avant et après la traduction en protéines.